# Качели

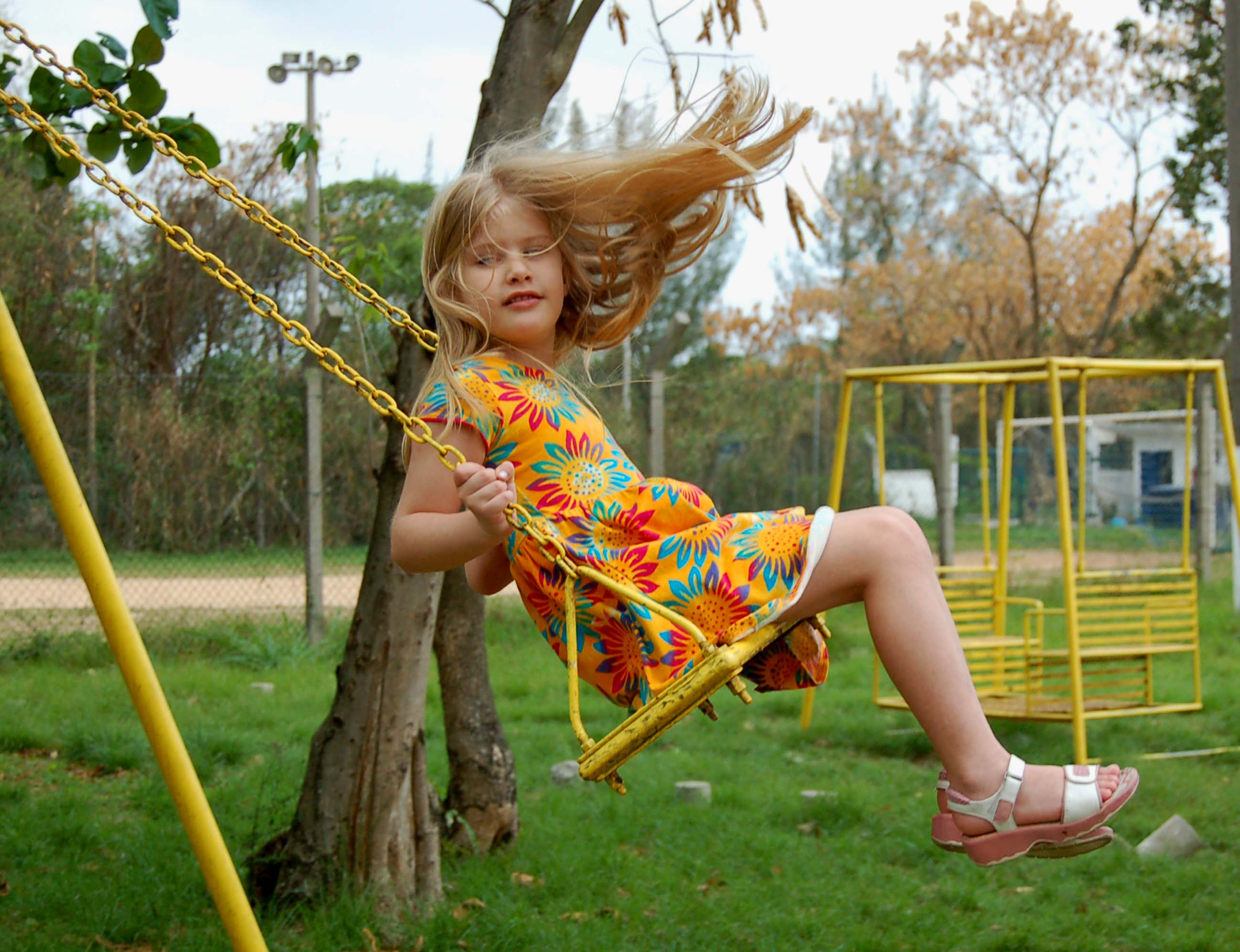

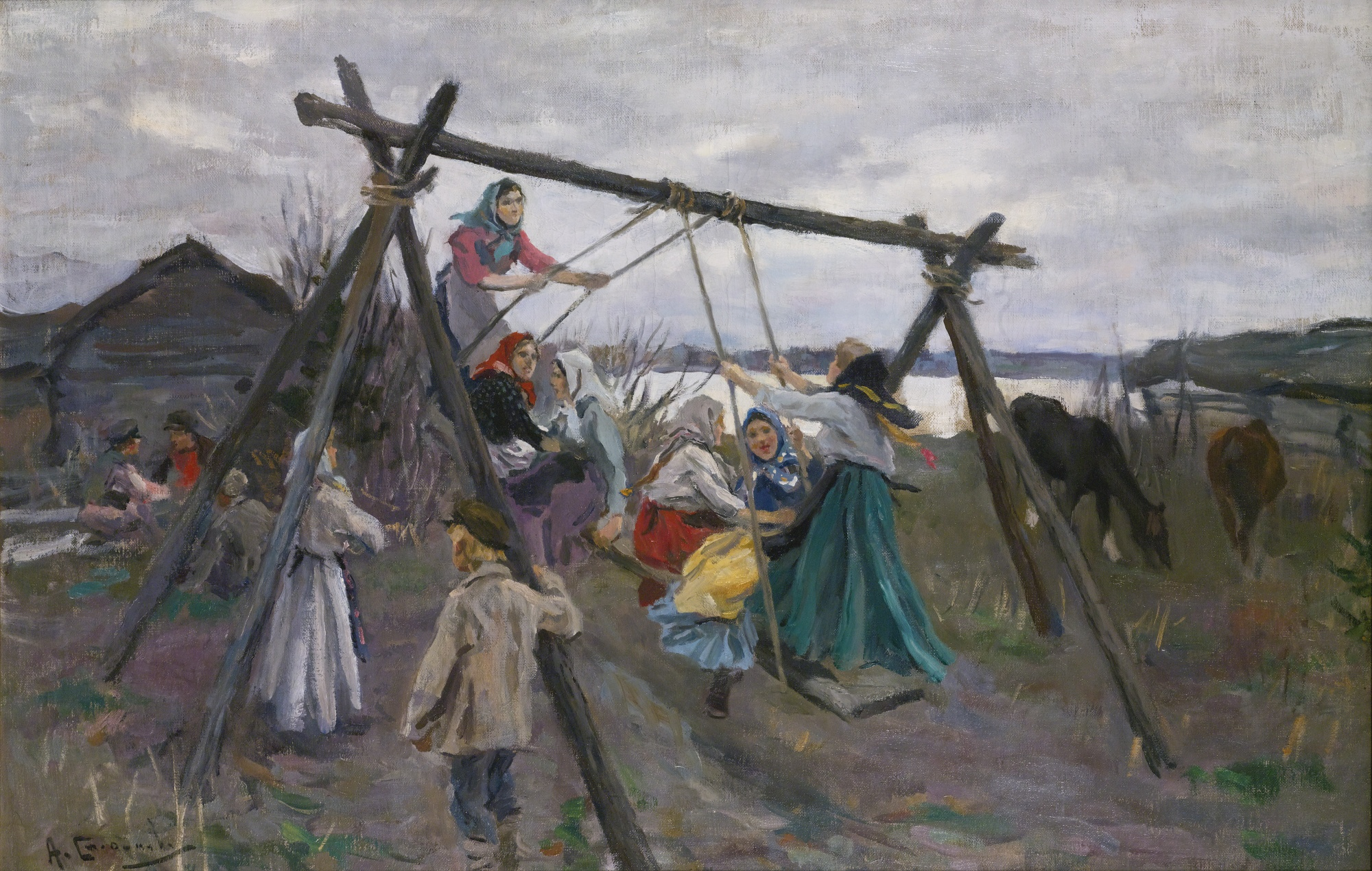
А.С. Степанов - «Деревенские качели»

Каче́ли — сооружение для качания для забавы или развлечения. В классификации — 4 типа качелей (тип № 1 — с одной осью вращения в виде сиденья, подвешенного к столбам или перекладине, тип № 2 — с несколькими осями вращения, тип № 3 — качели с одной точкой подвеса, тип № 4 — качели коллективные). 
Устанавливаются на детских площадках, местах отдыха и т. д.
В России по ГОСТ Р 52167-2012 на детских качелях запрещается применять жёсткие элементы подвеса.

## Мифологическое значение
Качели часто встречались у южных и восточных славянских народностей и крайне редко — у западных. Досугу с их использованием древние славяне приписывали магические функции (апотропеическую и продуцирующую). Для молодёжи эта форма проведения времени считалась чуть ли не обязательной и воспринималась как способ подтолкнуть парней и девушек к супружеству.
Южные славяне возводили качели на Масленицу или в Юрьев день, развлечение с их помощью не возбранялось во время Великого поста, однако прерывалось на период Страстной недели, возобновлялось во время Пасхи и продолжалось до конца Светлой недели. Петровское заговенье было последним днём, когда можно было качаться на качелях. Этот процесс относился к ритуальным действиям, способствующим вегетации сельскохозяйственных культур, например лёна и конопли. 
В Болгарии на масленицу старшие женщины клали за пазуху яйцо и качались на качелях для того, чтобы конопля росла большой.

В Сербии пожилые мужчины качались для того, чтобы росли высокими посевы конопли, пшеницы, ржи и ячменя.

В Македонии старики качались на качелях в Юрьев день, чтобы быстрее созрел хлопок.

## Галерея

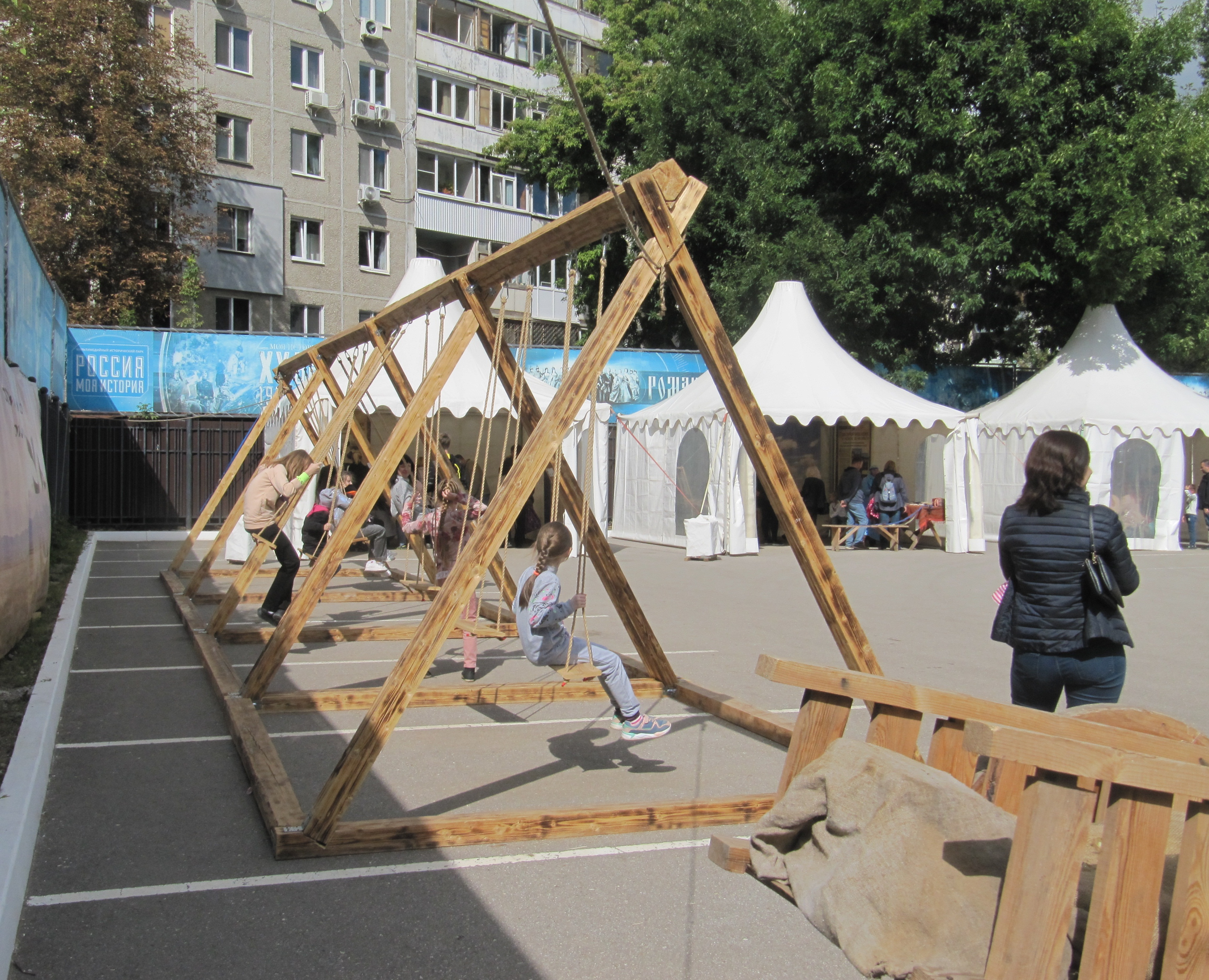
Деревянные качели на Фестивале археологии и реконструкции «Укек»
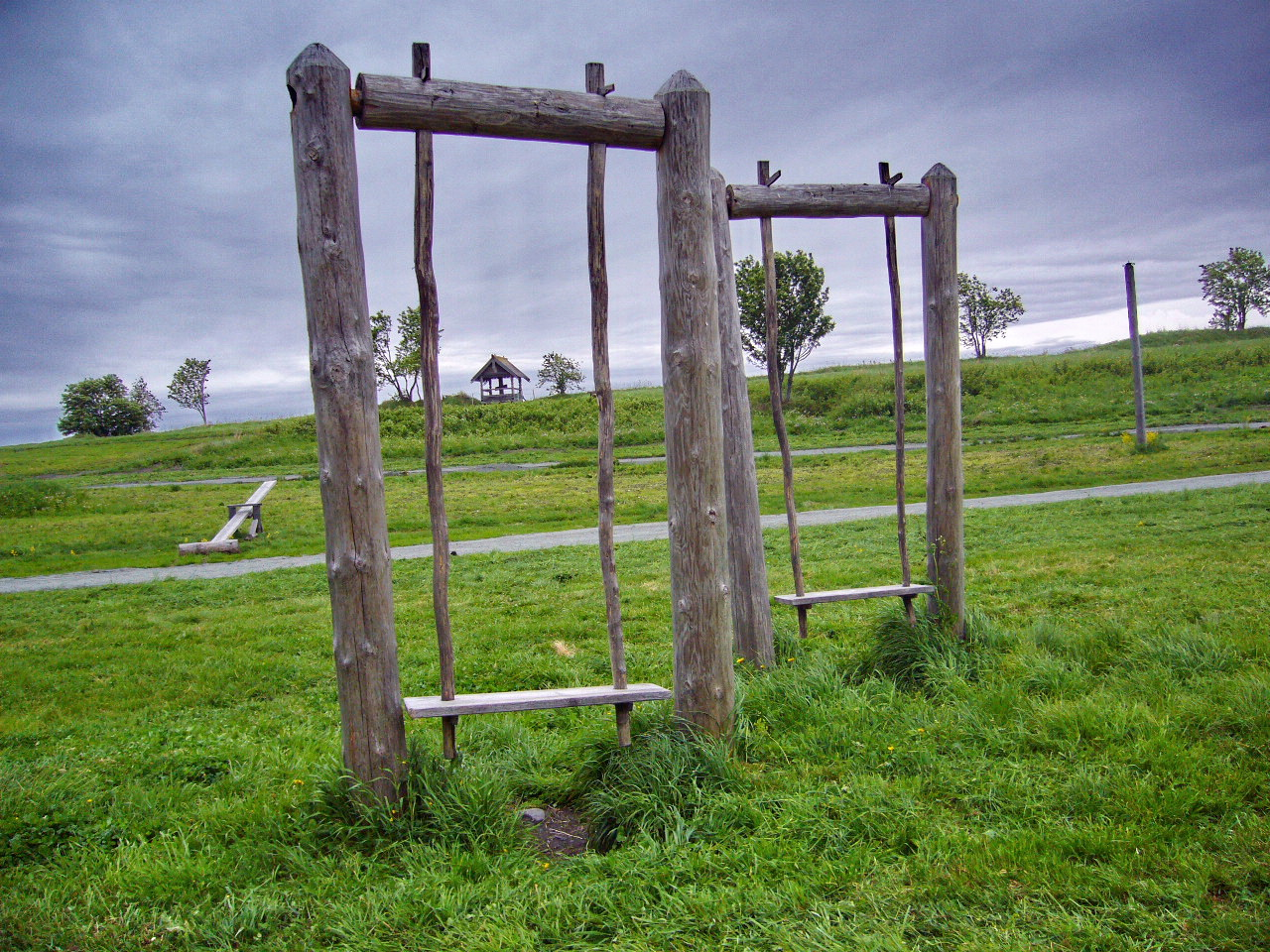
Деревянные качели, Кижи
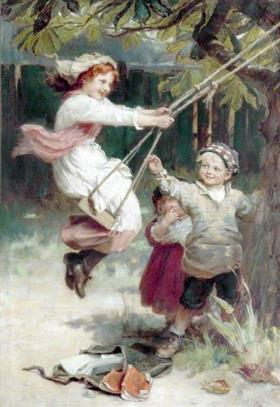
Фредерик Морган «После школы» (1894)
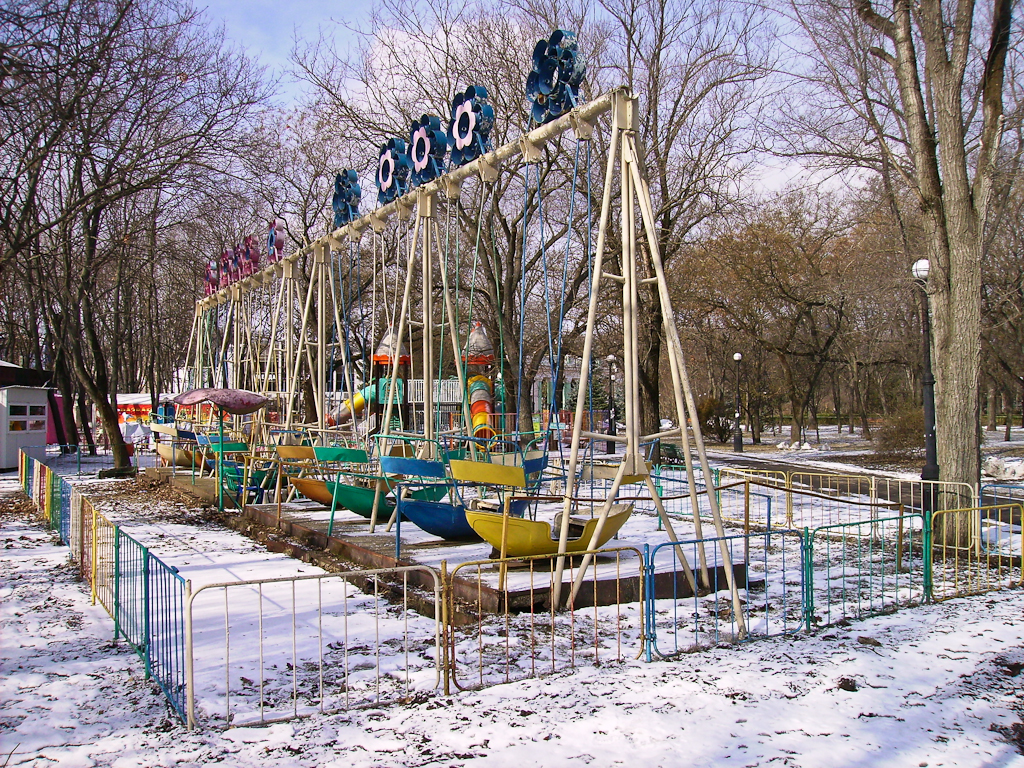
Качели «Лодочки» в парке культуры и отдыха времён СССР
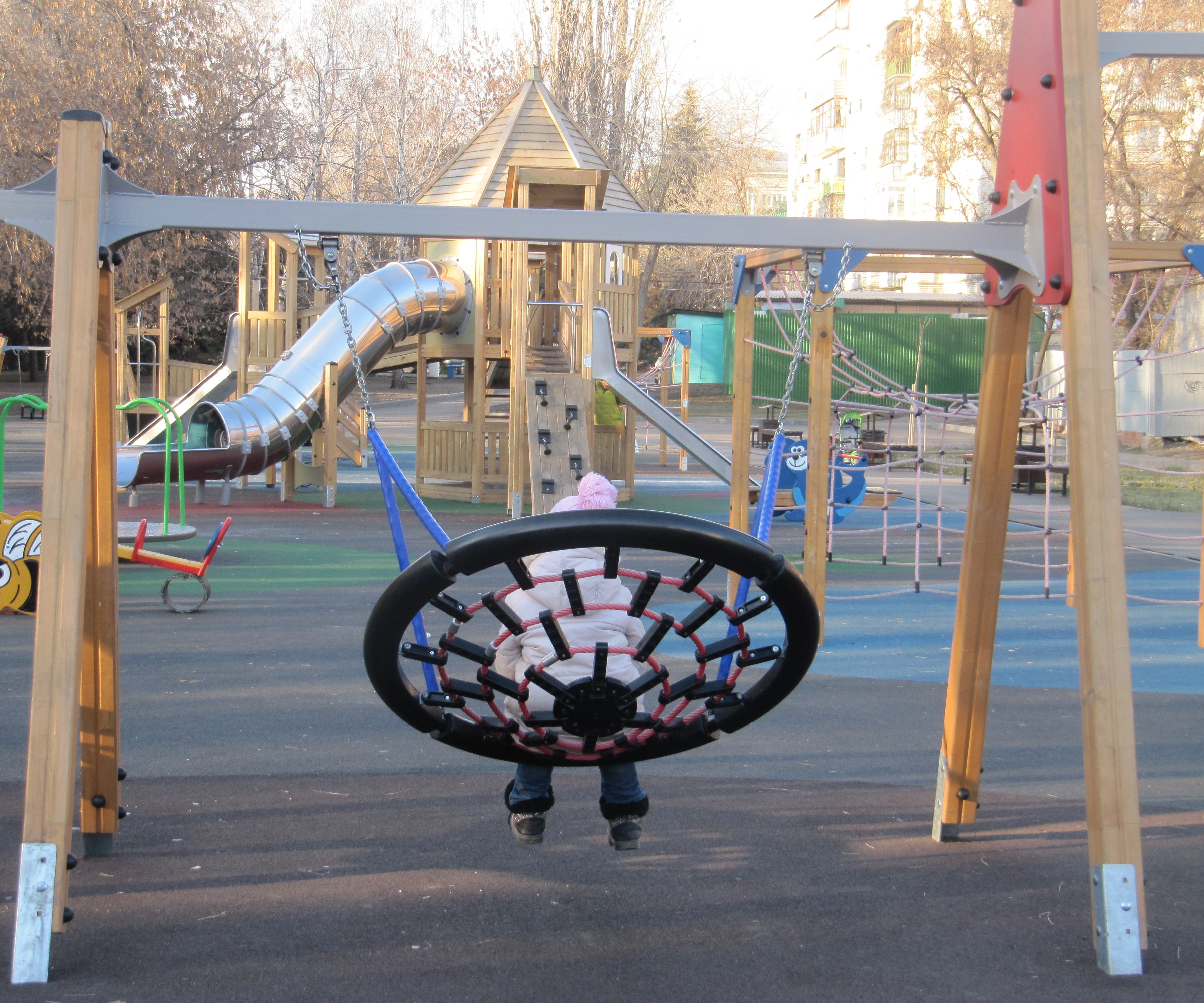
Качели-гнездо на Детской площадке, Городской парк
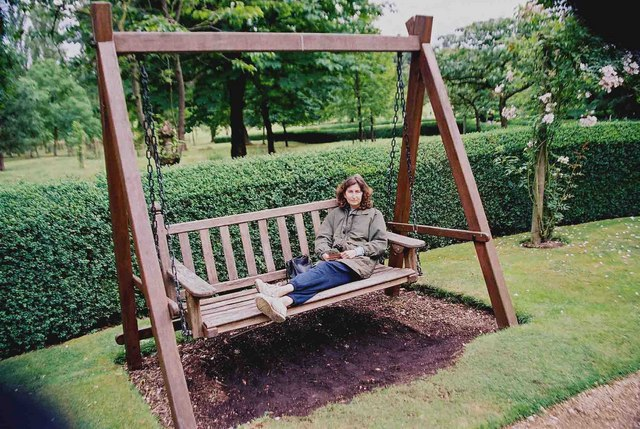
Садовые качели